# Selenaspidus euphorbiae
Selenaspidus euphorbiae är en insektsart som först beskrevs av Robert Newstead 1912.  Selenaspidus euphorbiae ingår i släktet Selenaspidus och familjen pansarsköldlöss. Inga underarter finns listade i Catalogue of Life.